# Associazione Calcio Legnano 2016-2017
Questa voce raccoglie le informazioni riguardanti l'Associazione Calcio Legnano S.S.D. nelle competizioni ufficiali della stagione 2016-2017.

## Stagione
La stagione 2016-2017 vede il Legnano partecipare per la 5ª volta nella sua storia alla Serie D, massimo livello dilettantistico del campionato italiano di calcio. Nel ruolo di allenatore dei Lilla viene ingaggiato Simone Banchieri, che sostituisce Aldo Monza.
Nel campionato di Serie D 2016-2017 il Legnano viene inserito nel gruppo A dove ritrova, tra le altre, le blasonate Casale e Varese. In Coppa Italia Serie D 2016-2017 i Lilla vengono eliminati nel turno preliminare dalla Bustese Roncalli – squadra della vicina Busto Garolfo – ai tiri di rigore. Il 4 ottobre, dopo cinque giornate, a causa dei deludenti risultati ottenuti dai Lilla in campionato, che relegano la squadra al terzultimo posto in classifica, Simone Banchieri è esonerato dalla guida tecnica del Legnano e viene sostituito da Fabrizio Salvigni, già difensore lilla della stagione in corso, che lascia pertanto il calcio giocato.

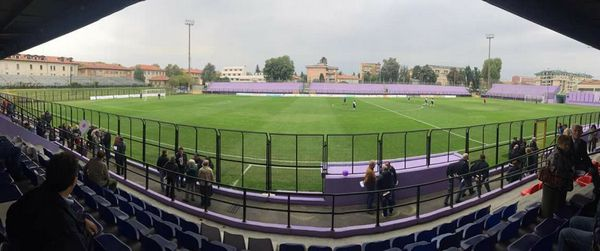
Panoramica dello stadio Giovanni Mari con gli spalti dipinti di lilla

All'inizio della stagione la dirigenza del club decide di ridipingere con vernice lilla tutti gli spalti e le opere murarie pertinenti allo stadio; l'operazione viene accolta negativamente dal comitato organizzatore del palio di Legnano e dall'amministrazione municipale cittadina, che lamentando l'unilateralità della decisione e l'aspetto finale (da essi giudicato poco gradevole) del manufatto, chiede l'asportazione della tinteggiatura, colorazione poi eliminata parzialmente.
Il 9 febbraio 2017 Gigi Cappelletti diventa il nuovo presidente del Legnano, sostituendo in tale ruolo la dimissionaria Vanessa Paolillo. Contestualmente, il consiglio direttivo dei lilla ratifica la cessione delle quote societarie di Gaetano Paolillo, in precedenza proprietario del sodalizio sportivo legnanese. Il 21 febbraio 2017, dopo la 24ª giornata, con la squadra all'ultimo posto in classifica, Fabrizio Salvigni viene sostituito dal nuovo allenatore Paolo Tomasoni. Salvigni continua però il rapporto di collaborazione con il Legnano, diventandone il vice allenatore.
Con il nuovo corso societario il Legnano risale in classifica: grazie ai 17 punti conseguiti nelle ultime sette giornate di campionato (cinque vittorie e due pareggi: i Lilla raccolgono un numero di punti superiore a quello dell'intero girone di andata), il Legnano riesce ad abbandonare l'ultimo posto in classifica raggiungendo i play-out, che gioca il 21 maggio 2017 con la Bustese. Le due compagini hanno infatti gli stessi punti in classifica (31, al quartultimo posto in classifica), ma con gli scontri diretti favorevoli alla squadra di Busto Garolfo (1-1 e 1-0). Così la Bustese ha occasione di disputare il play-out in posizione di vantaggio: giocare in casa ed avere due risultati disponibili su tre. L'incontro finisce poi 3 a 0 per la Bustese: il Legnano viene quindi retrocesso in Eccellenza per il campionato successivo.

## Divise e sponsor
Lo sponsor tecnico del Legnano per la stagione 2016-2017 è la Joma, mentre lo sponsor ufficiale è IBF. La divisa casalinga è lilla con pantaloncini e calzettoni bianchi, mentre la seconda divisa è composta da una maglia verde con pantaloncini e calzettoni lilla: la divisa da portiere invece è gialla con inserti verdi, pantaloncini neri e calzettoni gialli.
| Casa | Trasferta | Portiere |

## Organigramma societario
Aggiornato al 21 febbraio 2017
Area direttiva
- Presidente: Vanessa Paolillo, poi Gigi Cappelletti
- Vicepresidente: Simone Fraietta
- Direttore generale: Simone Fraietta
- Consiglieri: Norberto Albertalli, Sergio Cassani, Simone Fraietta, Giovanni Grimi, Luciano Marchesani, Mauro Nucera e Vanessa Paolillo

Area organizzativa
- Segretario generale: Lino Bonsignori
- Team manager: Mario Tajè
- Dirigente prima squadra: Tiziano Marcolini
- Addetto agli arbitri: Riccardo Corno
- Responsabile stadio Giovanni Mari: Aldo Lodi
- Magazziniere: Emilio Ferrè
- Vice magazziniere: Mario Grossi

Area tecnica
- Direttore sportivo: Paolo Guidetti
- Allenatore: Simone Banchieri, poi Fabrizio Salvigni, in seguito Paolo Tomasoni
- Vice allenatore: Fabrizio Salvigni[N 2]
- Preparatori atletici: Matteo Grassi e Ivan Ferraresi
- Preparatore dei portieri: Alessandro Cartago

Area sanitaria
- Fisioterapista: Fabio Galimberti
- Massaggiatore: Franco De Ambrogi

## Rosa
Aggiornata al 19 marzo 2017
| N. |                      | Ruolo | Calciatore                   |
| -- | -------------------- | ----- | ---------------------------- |
|    | Benin (bandiera)     | P     | Rhydje Houehou               |
|    | Italia (bandiera)    | P     | Emanuele Di Graci            |
|    | Italia (bandiera)    | D     | Marco Bianchi                |
|    | Italia (bandiera)    | D     | Davide Cochis                |
|    | Italia (bandiera)    | D     | Roberto Mele                 |
|    | Italia (bandiera)    | D     | Federico Ortolani Della Nave |
|    | Italia (bandiera)    | D     | Edoardo Paroni               |
|    | Italia (bandiera)    | D     | Riccardo Perucca             |
|    | Italia (bandiera)    | D     | Marco Rondelli               |
|    | Italia (bandiera)    | D     | Davide Rossetti              |
|    | Italia (bandiera)    | D     | Ascanio Testa                |
|    | Italia (bandiera)    | D     | Christian Testini            |
|    | Italia (bandiera)    | D     | Vincenzo Tomei               |
|    | Italia (bandiera)    | C     | Alessandro Balconi           |
|    | Italia (bandiera)    | C     | Andrea Bolis                 |
|    | Italia (bandiera)    | C     | Luca Buongiorno              |
|    | Italia (bandiera)    | C     | Mattia Buongiorno            |
|    | Egitto (bandiera)    | C     | Mohamed Hazah                |
|    | Argentina (bandiera) | C     | Josè Cantarella              |
|    | Italia (bandiera)    | C     | Francesco Cirone             |

| N. |                            | Ruolo | Calciatore               |
| -- | -------------------------- | ----- | ------------------------ |
|    | Italia (bandiera)          | C     | Fabio Lucente            |
|    | Italia (bandiera)          | C     | Niccolò Magistrelli      |
|    | Italia (bandiera)          | C     | Brian Marcolini          |
|    | Argentina (bandiera)       | C     | David Nazareno Ojeda     |
|    | Italia (bandiera)          | C     | Francesco Pelucchi       |
|    | Italia (bandiera)          | C     | Ettore Provasio          |
|    | Italia (bandiera)          | C     | Fabio Rovrena (capitano) |
|    | Italia (bandiera)          | C     | Giovanni Scampini        |
|    | Italia (bandiera)          | A     | Riccardo Armato          |
|    | Italia (bandiera)          | A     | Simone Adici             |
|    | Italia (bandiera)          | A     | Matteo Ceci              |
|    | Italia (bandiera)          | A     | Daniele Grandi           |
|    | Italia (bandiera)          | A     | Marco Giussani           |
|    | Italia (bandiera)          | A     | Basilio Felipe Ianni     |
|    | Rep. Dominicana (bandiera) | A     | Geremy Lombardi          |
|    | Nigeria (bandiera)         | A     | Chinaecherem Ibe         |
|    | Italia (bandiera)          | A     | Giovanni Laraia          |
|    | Argentina (bandiera)       | A     | Tomás Pérez              |
|    | Italia (bandiera)          | A     | Pietro Fabio Recagno     |

Nota: in corsivo i calciatori che hanno lasciato la società a stagione in corso.

## Calciomercato
Aggiornato al 5 marzo 2017

### Sessione estiva
| Acquisti | Acquisti             | Acquisti       | Acquisti   |
| R.       | Nome                 | da             | Modalità   |
| -------- | -------------------- | -------------- | ---------- |
| P        | Emanuele Di Graci    | Fenegrò        | -          |
| D        | Fabio Lucente        | -              | svincolato |
| D        | Marco Rondelli       | -              | svincolato |
| D        | Ascanio Testa        | Roma           | -          |
| C        | Alessandro Balconi   | Varese         | -          |
| C        | Andrea Bolis         | Novara         | -          |
| C        | Mattia Buongiorno    | Renate         | -          |
| C        | Luca Buongiorno      | -              | svincolato |
| C        | Simone Rasini        | Sestri Levante | -          |
| C        | Giovanni Scampini    | Sestri Levante | -          |
| A        | Simone Adici         | Pro Patria     | -          |
| A        | Riccardo Armato      | Gozzano        | -          |
| A        | Daniele Grandi       | Monza          | -          |
| A        | Chinaecherem Ibe     | Cremonese      | -          |
| A        | Geremy Lombardi      | Monza          | -          |
| A        | Pietro Fabio Recagno | -              | svincolato |

| Cessioni | Cessioni              | Cessioni      | Cessioni   |
| R.       | Nome                  | a             | Modalità   |
| -------- | --------------------- | ------------- | ---------- |
| P        | Cesare Borroni        | -             | svincolato |
| P        | Lorenzo Colombo       | -             | svincolato |
| P        | Andrea Oppici         | -             | svincolato |
| P        | Federico Ravaglia     | -             | svincolato |
| D        | Alessandro Corno      | -             | svincolato |
| D        | Stefano Castro Florio | -             | svincolato |
| D        | Matteo Messina        | -             | svincolato |
| D        | Alberto Sorrentino    | -             | svincolato |
| C        | Luca Comani           | -             | svincolato |
| C        | Nicholas Pizzi        | -             | svincolato |
| C        | Simone Rasini         | Verbano       | -          |
| C        | Andrea Salmoiraghi    | -             | svincolato |
| A        | Gianmarco Busi        | -             | svincolato |
| A        | Gabriele Pinelli      | Saluzzo       | -          |
| A        | Nicolas Macretti      | -             | svincolato |
| A        | Miguel Angel Magnoni  | Castellettese | -          |
| A        | Marco Valtulina       | Sondrio       | -          |
| A        | Andrea Virili         | Rhodense      | -          |

### Sessione invernale
| Acquisti | Acquisti             | Acquisti        | Acquisti   |
| R.       | Nome                 | da              | Modalità   |
| -------- | -------------------- | --------------- | ---------- |
| D        | Davide Cochis        | -               | svincolato |
| D        | Riccardo Perucca     | Giulianova      | -          |
| D        | Davide Rossetti      | Caravaggio      | -          |
| D        | Christian Testini    | -               | svincolato |
| D        | Vincenzo Tomei       | Anzio           | -          |
| C        | Josè Cantarella      | Rosario Central | -          |
| C        | Francesco Cirone     | -               | svincolato |
| C        | Niccolò Magistrelli  | Pro Sesto       | -          |
| C        | David Nazareno Ojeda | -               | svincolato |
| C        | Francesco Pelucchi   | Borgomanero     | -          |
| A        | Marco Giussani       | Monza           | -          |
| A        | Basilio Felipe Ianni | -               | svincolato |
| A        | Tomás Pérez          | Rosario Central | -          |

| Cessioni | Cessioni                     | Cessioni       | Cessioni   |
| R.       | Nome                         | a              | Modalità   |
| -------- | ---------------------------- | -------------- | ---------- |
| D        | Marco Bianchi                | Arconatese     | -          |
| D        | Federico Ortolani Della Nave | Varese         | -          |
| D        | Marco Rondelli               | Scanzorosciate | -          |
| C        | Mattia Buongiorno            | -              | svincolato |
| C        | Luca Buongiorno              | -              | svincolato |
| C        | Giovanni Scampini            | Seregno        | -          |
| A        | Riccardo Armato              | Sestri Levante | -          |
| A        | Matteo Ceci                  | Saronno        | -          |
| A        | Daniele Grandi               | Bustese        | -          |
| A        | Chinaecherem Ibe             | Pergolettese   | -          |
| A        | Geremy Lombardi              | Fiorenzuola    | -          |

## Risultati

### Serie D (girone A)

#### Girone di andata
| Arbitro: | Foresta (Nola) |

|              |           |              |
| Castagna 43’ | Marcatori | 54’, 69’ Ibe |

| Arbitro: | Maggio (Lodi) |

|  |           |             |
|  | Marcatori | 67’ Panatti |

| Arbitro: | Piazzini (Prato) |

|                                                |           |  |
| Banegas 17’, 53’, 80’ De Sousa 49’ Massaro 66’ | Marcatori |  |

| Arbitro: | Sanzo (Agrigento) |

|                |           |                                           |
| Grandi 4’, 32’ | Marcatori | 5’, 37’ Pasquero 14’ Poesio 90+4’ Messias |

| Arbitro: | Pascariello (Lecce) |

|                    |           |            |
| Mazzini 52’ (rig.) | Marcatori | 28’ Laraia |

| Arbitro: | Modesto (Treviso) |

|         |           |                           |
| Ibe 11’ | Marcatori | 13’ Orlando 17’ Spadafora |

| Arbitro: | Vingo (Pisa) |

|                                      |           |                    |
| D'Antoni 47’ (rig.) De Sena 59’, 73’ | Marcatori | 1’ Ibe 30’ Balconi |

| Arbitro: | Arena (Torre del Greco) |

|  |           |               |
|  | Marcatori | 51’ Antonucci |

| Arbitro: | Monaldi (Macerata) |

|             |           |  |
| Lazzaro 70’ | Marcatori |  |

| Arbitro: | Costanza (Agrigento) |

|           |           |               |
| Armato 9’ | Marcatori | 68’ Tomaselli |

| Arbitro: | De Gerolamo (Avellino) |

|           |           |  |
| Sabau 50’ | Marcatori |  |

| Arbitro: | Longo (Paola) |

|            |           |                                                      |
| Grandi 67’ | Marcatori | 16’ (aut.) Bianchi 29’ Bottone 68’ Viscomi 81’ Zazzi |

| Arbitro: | Boscarino (Siracusa) |

|  |           |            |
|  | Marcatori | 90+1’ Mele |

| Arbitro: | Miele (Nola) |

|  |           |          |
|  | Marcatori | 52’ Mair |

| Arbitro: | Trischitta (Messina) |

|                |           |  |
| Caracciolo 44’ | Marcatori |  |

| Legnano 11 dicembre 2016, ore 14:30 CET 16ª giornata | Legnano         | 0 – 0 referto | Bra | Stadio Giovanni Mari (circa 100 spett.)\| Arbitro: \| Frasca (Ragusa) \| |
| Arbitro:                                             | Frasca (Ragusa) |               |     |                                                                          |

| Casale Monferrato 18 gennaio 2017, ore 14:30 CET 17ª giornata | Casale          | 0 – 0 referto | Legnano | Stadio Natale Palli (circa 250 spett.)\| Arbitro: \| Testi (Livorno) \| |
| Arbitro:                                                      | Testi (Livorno) |               |         |                                                                         |

#### Girone di ritorno
| Arbitro: | Porcheddu (Oristano) |

|           |           |  |
| Ianni 43’ | Marcatori |  |

| Arbitro: | Cecchin (Bassano del Grappa) |

|                               |           |                     |
| Battaglino 45’ Cristofoli 80’ | Marcatori | 7’ Ianni 85’ Cochis |

| Arbitro: | Campagnolo (Bassano del Grappa) |

|  |           |                             |
|  | Marcatori | 45’ Aperi 78’, 87’ Testardi |

| Arbitro: | Vingo (Pisa) |

|                                         |           |                      |
| Villa 45’ Poesio 50’, 80’ Messias 90+2’ | Marcatori | 40’ Cochis 88’ Ianni |

| Arbitro: | D'Amato (Siena) |

|  |           |             |
|  | Marcatori | 23’ Plumbaj |

| Arbitro: | Vitulano (Livorno) |

|                          |           |                 |
| Nasali 62’ Draghetti 77’ | Marcatori | 39’ Magistrelli |

| Arbitro: | Acanfora (Castellammare di Stabia) |

|  |           |                            |
|  | Marcatori | 15’ Quitadamo 45’ D'Antoni |

| Arbitro: | Mulas (Sassari) |

|                                              |           |  |
| Puccio 28’ Simeri 34’ (rig.), 43’ Cesana 87’ | Marcatori |  |

| Arbitro: | Giaccaglia (Jesi) |

|                                  |           |                                                 |
| Pelucchi 25’ Hazah 55’ Ianni 90’ | Marcatori | 10’ Repossi 43’ (rig.), 52’ Broggini 77’ Chessa |

| Arbitro: | Picchi (Lucca) |

|                                |           |             |
| Zamparo 47’, 49’, 84’ Vita 86’ | Marcatori | 67’ Balconi |

| Arbitro: | Dallapiccola (Trento) |

|           |           |            |
| Bolis 37’ | Marcatori | 47’ Zemide |

| Arbitro: | Piazzini (Prato) |

|           |           |                       |
| Gucci 69’ | Marcatori | 34’ Hazah 58’ Balconi |

| Arbitro: | Cattaneo (Civitavecchia) |

|                |           |             |
| Ianni 36’, 67’ | Marcatori | 41’ Procida |

| Arbitro: | Monaldi (Macerata) |

|           |           |                              |
| Galli 44’ | Marcatori | 28’ (rig.) Rovrena 39’ Ianni |

| Arbitro: | Dell'Erario (Livorno) |

|           |           |                     |
| Ianni 82’ | Marcatori | 17’ (rig.) Taraschi |

| Arbitro: | Cinque (Pistoia) |

|             |           |                         |
| Montante 4’ | Marcatori | 40’ Provasio 56’ Laraia |

| Arbitro: | Castorina (Acireale) |

|                                  |           |                                 |
| Ianni 30’, 65’ (rig.) Laraia 69’ | Marcatori | 59’ (rig.) Principe 77’ Cardini |

#### Play-out
| Arbitro: | Acanfora (Castellammare di Stabia) |

|                                     |           |  |
| Nodari 41’ Pllumbaj 43’ Mavilla 89’ | Marcatori |  |

### Coppa Italia Serie D

#### Turno preliminare
| Arbitro: | Zeviani (Legnago) |

|                                           |                      |                                         |
| Parini Mavilla Mazzini Putignano Pllumbaj | Tiri di rigore 4 – 3 | Bolis Rovrena Rondelli Scampini Bianchi |

## Statistiche
Statistiche aggiornate al 7 maggio 2017

### Statistiche di squadra
| Competizione         | Punti | In casa | In casa | In casa | In casa | In casa | In casa | In trasferta | In trasferta | In trasferta | In trasferta | In trasferta | In trasferta | Totale | Totale | Totale | Totale | Totale | Totale | DR  |
| Competizione         | Punti | G       | V       | N       | P       | Gf      | Gs      | G            | V            | N            | P            | Gf           | Gs           | G      | V      | N      | P      | Gf     | Gs     | DR  |
| -------------------- | ----- | ------- | ------- | ------- | ------- | ------- | ------- | ------------ | ------------ | ------------ | ------------ | ------------ | ------------ | ------ | ------ | ------ | ------ | ------ | ------ | --- |
| Serie D              | 31    | 17      | 3       | 4       | 10      | 16      | 29      | 17           | 5            | 3            | 9            | 18           | 32           | 34     | 8      | 7      | 19     | 34     | 61     | -27 |
| Coppa Italia Serie D | -     | 0       | 0       | 0       | 0       | 0       | 0       | 1            | 0            | 1            | 0            | 0            | 0            | 1      | 0      | 1      | 0      | 0      | 0      | 0   |
| Totale               | -     | 17      | 3       | 4       | 10      | 16      | 29      | 18           | 5            | 4            | 9            | 18           | 32           | 35     | 8      | 8      | 19     | 34     | 61     | -27 |

### Andamento in campionato
| Giornata  | 1 | 2 | 3  | 4  | 5  | 6  | 7  | 8  | 9  | 10 | 11 | 12 | 13 | 14 | 15 | 16 | 17 | 18 | 19 | 20 | 21 | 22 | 23 | 24 | 25 | 26 | 27 | 28 | 29 | 30 | 31 | 32 | 33 | 34 |
| --------- | - | - | -- | -- | -- | -- | -- | -- | -- | -- | -- | -- | -- | -- | -- | -- | -- | -- | -- | -- | -- | -- | -- | -- | -- | -- | -- | -- | -- | -- | -- | -- | -- | -- |
| Luogo     | T | C | T  | C  | T  | C  | T  | C  | T  | C  | T  | C  | T  | C  | T  | C  | T  | C  | T  | C  | T  | C  | T  | C  | T  | C  | T  | C  | T  | C  | T  | C  | T  | C  |
| Risultato | V | P | P  | P  | N  | P  | P  | P  | P  | N  | P  | P  | V  | P  | P  | N  | N  | V  | N  | P  | P  | P  | P  | P  | P  | P  | P  | N  | V  | V  | V  | N  | V  | V  |
| Posizione | 3 | 7 | 13 | 16 | 16 | 17 | 16 | 18 | 18 | 18 | 18 | 18 | 18 | 18 | 18 | 18 | 18 | 18 | 17 | 17 | 18 | 18 | 18 | 18 | 18 | 18 | 18 | 18 | 18 | 18 | 18 | 18 | 17 | 15 |

Fonte:  Statistiche lilla, su statistichelilla.it.
Legenda:

Luogo: C = Casa; T = Trasferta. Risultato: V = Vittoria; N = Pareggio; P = Sconfitta.

### Statistiche dei giocatori
Sono in corsivo i calciatori che hanno lasciato la società a stagione in corso.
| Giocatore              | Serie D  | Serie D | Serie D     | Serie D    | Coppa Italia Serie D | Coppa Italia Serie D | Coppa Italia Serie D | Coppa Italia Serie D | Totale   | Totale | Totale      | Totale     |
| Giocatore              | Presenze | Reti    | Ammonizioni | Espulsioni | Presenze             | Reti                 | Ammonizioni          | Espulsioni           | Presenze | Reti   | Ammonizioni | Espulsioni |
| ---------------------- | -------- | ------- | ----------- | ---------- | -------------------- | -------------------- | -------------------- | -------------------- | -------- | ------ | ----------- | ---------- |
| S. Adici               | 11       | 0       | 1           | 0          | 0                    | 0                    | 0                    | 0                    | 11       | 0      | 1           | 0          |
| R. Armato              | 9        | 1       | 0           | 0          | 0                    | 0                    | 0                    | 0                    | 9        | 1      | 0           | 0          |
| A. Balconi             | 22+1     | 3       | 3           | 1          | 0                    | 0                    | 0                    | 0                    | 23       | 3      | 3           | 1          |
| M. Bianchi             | 8        | 0       | 1           | 1          | 1                    | 0                    | 0                    | 0                    | 9        | 0      | 1           | 1          |
| A. Bolis               | 28+1     | 1       | 2+1         | 1          | 1                    | 0                    | 0                    | 0                    | 30       | 1      | 3           | 1          |
| L. Buongiorno          | 1        | 0       | 0           | 0          | 0                    | 0                    | 0                    | 0                    | 1        | 0      | 0           | 0          |
| M. Buongiorno          | 0        | 0       | 0           | 0          | 0                    | 0                    | 0                    | 0                    | 0        | 0      | 0           | 0          |
| J. Cantarella          | 7        | 0       | 1           | 0          | 0                    | 0                    | 0                    | 0                    | 7        | 0      | 1           | 0          |
| M. Ceci                | 3        | 0       | 0           | 0          | 1                    | 0                    | 0                    | 0                    | 4        | 0      | 0           | 0          |
| F. Cirone              | 0        | 0       | 0           | 0          | 0                    | 0                    | 0                    | 0                    | 0        | 0      | 0           | 0          |
| D. Cochis              | 16+1     | 2       | 1           | 0          | 0                    | 0                    | 0                    | 0                    | 17       | 2      | 1           | 0          |
| E. Di Graci            | 10       | 0       | 1           | 0          | 1                    | 0                    | 0                    | 0                    | 11       | 0      | 1           | 0          |
| M. Giussani            | 10       | 0       | 1           | 0          | 0                    | 0                    | 0                    | 0                    | 10       | 0      | 1           | 0          |
| D. Grandi              | 11       | 3       | 2           | 0          | 0                    | 0                    | 0                    | 0                    | 11       | 3      | 2           | 0          |
| M. Hazah               | 22+1     | 2       | 3           | 0          | 0                    | 0                    | 0                    | 0                    | 23       | 2      | 3           | 0          |
| R. Houehou             | 22+1     | 0       | 4           | 0          | 0                    | 0                    | 0                    | 0                    | 23       | 0      | 4           | 0          |
| B. F. Ianni            | 17+1     | 9       | 3           | 0          | 0                    | 0                    | 0                    | 0                    | 18       | 9      | 3           | 0          |
| C. Ibe                 | 16       | 4       | 2           | 0          | 0                    | 0                    | 0                    | 0                    | 16       | 4      | 2           | 0          |
| G. Laraia              | 29+1     | 3       | 0           | 0          | 1                    | 0                    | 0                    | 0                    | 31       | 3      | 0           | 0          |
| G. Lombardi            | 7        | 0       | 2           | 0          | 1                    | 0                    | 1                    | 0                    | 8        | 0      | 3           | 0          |
| F. Lucente             | 10       | 0       | 3           | 0          | 1                    | 0                    | 0                    | 0                    | 11       | 0      | 3           | 0          |
| N. Magistrelli         | 4        | 1       | 0           | 0          | 0                    | 0                    | 0                    | 0                    | 4        | 1      | 0           | 0          |
| B. Marcolini           | 9        | 0       | 1           | 0          | 0                    | 0                    | 0                    | 0                    | 9        | 0      | 1           | 0          |
| R. Mele                | 28+1     | 1       | 8           | 2          | 1                    | 0                    | 1                    | 0                    | 30       | 1      | 9           | 2          |
| D.N. Ojeda             | 1        | 0       | 0           | 0          | 0                    | 0                    | 0                    | 0                    | 1        | 0      | 0           | 0          |
| F. Ortolani Della Nave | 14       | 0       | 1           | 0          | 1                    | 0                    | 0                    | 0                    | 15       | 0      | 1           | 0          |
| E. Paroni              | 28+1     | 0       | 2           | 0          | 1                    | 0                    | 0                    | 0                    | 30       | 0      | 2           | 0          |
| F. Pelucchi            | 12+1     | 1       | 3           | 0          | 0                    | 0                    | 0                    | 0                    | 13       | 1      | 3           | 0          |
| T. Pérez               | 6+1      | 0       | 0           | 0          | 0                    | 0                    | 0                    | 0                    | 7        | 0      | 0           | 0          |
| R. Perucca             | 1        | 0       | 0           | 0          | 0                    | 0                    | 0                    | 0                    | 1        | 0      | 0           | 0          |
| E. Provasio            | 31+1     | 1       | 1           | 1          | 1                    | 0                    | 0                    | 0                    | 33       | 1      | 1           | 1          |
| P. F. Recagno          | 0        | 0       | 0           | 0          | 0                    | 0                    | 0                    | 0                    | 0        | 0      | 0           | 0          |
| M. Rondelli            | 15       | 0       | 5           | 0          | 1                    | 0                    | 1                    | 0                    | 16       | 0      | 6           | 0          |
| D. Rossetti            | 0        | 0       | 0           | 0          | 0                    | 0                    | 0                    | 0                    | 0        | 0      | 0           | 0          |
| F. Rovrena             | 31       | 1       | 6           | 0          | 1                    | 0                    | 0                    | 0                    | 32       | 1      | 6           | 0          |
| F. Salvigni            | 4        | 0       | 1           | 0          | 0                    | 0                    | 0                    | 0                    | 4        | 0      | 1           | 0          |
| G. Scampini            | 10       | 0       | 3           | 0          | 1                    | 0                    | 0                    | 0                    | 11       | 0      | 3           | 0          |
| A. Testa               | 0        | 0       | 0           | 0          | 0                    | 0                    | 0                    | 0                    | 0        | 0      | 0           | 0          |
| C. Testini             | 4        | 0       | 1           | 0          | 0                    | 0                    | 0                    | 0                    | 4        | 0      | 1           | 0          |
| V. Tomei               | 13+1     | 0       | 2           | 0          | 0                    | 0                    | 0                    | 0                    | 14       | 0      | 2           | 0          |

## Giovanili

### Organigramma
Aggiornato al 23 ottobre 2016
Area amministrativa
- Responsabile settore giovanile: Roberto Adici
- Segretario settore giovanile: Ljubodrag Stamenic

Staff tecnico
- Allenatore Juniores: Matteo Battilana
- Allenatore Allievi: Sergio Sestagalli
- Allenatore Giovanissimi: Luca Cosentino
- Allenatore Esordienti: Rosario Furfaro
- Allenatore Pulcini 2006: Antony Fazzalari
- Allenatore Pulcini 2007 e preparatore atletico: Davide Tajè
- Allenatore Pulcini 2008: Antonio Zaffino

### Piazzamenti
Aggiornato al 2 giugno 2017
- Juniores: 14º classificato nel girone B del Comitato provinciale di Legnano[23]
- Allievi: 4º classificato nel girone C del Comitato provinciale di Legnano[24]
- Giovanissimi: 12º classificato nel girone E del Comitato provinciale di Legnano[25]
- Esordienti: 7º classificato nel girone 7 del Comitato provinciale di Legnano[26]
- Pulcini: 2º classificato nel girone 23 del Comitato provinciale di Legnano[27]

### Esplicative
1. ↑  Compresi i play-out.
2. ↑  Inizia a ricoprire questo ruolo dopo l'esonero da allenatore.
3. 1 2 3 4 5 6 7 8 9 10  Ceduto durante la stagione.
4. 1 2 3 4  Svincolato durante la stagione.
5. ↑  L'incontro non è stato seguito dalla tifoseria organizzata lilla. Questa decisione è stata presa in segno di protesta contro l'istituzione, per questo turno di campionato, da parte della società, della "Giornata lilla", giornata non compresa nell'abbonamento.
6. ↑  Originariamente prevista per il 18 dicembre 2016, è stata sospesa per nebbia al 65º sul risultato di 0 a 0 e rinviata al 18 gennaio 2017.
7. ↑  Originariamente prevista per il 29 gennaio 2017, è stata anticipata di un giorno.
8. ↑  Originariamente prevista per il 5 febbraio 2017, è stata posticipata di due giorni e disputata di sera.
9. ↑  Bustese e Legnano hanno concluso il campionato a pari punti ma con gli scontri diretti favorevoli alla prima (1-1 e 1-0). Così la Bustese ha avuto occasione di disputare il play-out in posizione di vantaggio: giocare in casa ed avere due risultati disponibili su tre. Cfr.  Regolamento Play-out stagione 2016/17 (archiviato dall'url originale il 5 aprile 2017).
10. ↑  Con una cospicua rappresentanza di tifosi del Legnano.
11. 1 2 3 4 5 6 7 8 9 10 11 12 13  Più una presenza nei play-out.
12. ↑  Più un'ammonizione nei play-out.
13. ↑  Presenza nei play-out.
14. 1 2  Il 4 ottobre Fabrizio Salvigni diventa il nuovo allenatore del Legnano lasciando il calcio giocato.

### Bibliografiche
1. ↑   Legnano, i Lilla danno il via alla stagione: "Vogliamo vincere giocando bene", su ilgiorno.it. URL consultato il 19 luglio 2016.
2. ↑   Il Legnano cambia: via Banchieri, Salvigni promosso allenatore, su varesenews.it. URL consultato il 4 giugno 2017.
3. ↑   Stadio dipinto di lilla, Palio e Comune contro i Paolillo: "Il Legnano ripulisca tutto", su ilgiorno.it. URL consultato il 3 giugno 2017.
4. 1 2 3   Gigi Cappelletti nuovo presidente lilla, su statistichelilla.it. URL consultato il 12 febbraio 2017 (archiviato dall'url originale il 15 febbraio 2017).
5. ↑   Ac Legnano, Tomasoni, si presenta: "un onore allenare qui, giocheremo gara per gara", su ilgiorno.it. URL consultato il 21 febbraio 2017.
6. ↑   Lilla: con Tomasoni, cambio di rotta, su legnanonews.com. URL consultato il 22 febbraio 2017.
7. ↑   Legnano - Casale 3-2, su legnanonews.com. URL consultato l'8 maggio 2017.
8. ↑   Serie D / Festa Bustese, 3-0 al Legnano ed è salva. Lilla ko e in Eccellenza, su ilgiorno.it, seried.lnd.it. URL consultato l'8 maggio 2017.
9. ↑   Serie D / Festa Bustese, 3-0 al Legnano ed è salva. Lilla ko e in Eccellenza, su ilgiorno.it. URL consultato il 21 maggio 2017.
10. ↑   Legnano, domani si cambia. In arrivo anche un nuovo presidente, su varesesport.com, 23 maggio 2017. URL consultato l'8 agosto 2017 (archiviato l'8 agosto 2017).
11. ↑   Beppe Fierro, Serie D: weekend da incubo per Legnano, Pro Patria e Varese, su sempionenews.it. URL consultato l'8 agosto 2017 (archiviato l'8 agosto 2017).
12. ↑   Organigramma dell'A.C. Legnano, su aclegnano.com. URL consultato il 4 giugno 2017 (archiviato dall'url originale il 21 dicembre 2016).
13. ↑   Dirigenti, su aclegnano.com. URL consultato il 4 giugno 2017 (archiviato dall'url originale il 14 giugno 2015).
14. ↑   Staff prima squadra, su aclegnano.com. URL consultato il 4 giugno 2017 (archiviato dall'url originale il 21 dicembre 2016).
15. ↑   Il Legnano presenta il nuovo segretario, su aclegnano.com. URL consultato il 4 giugno 2017 (archiviato dall'url originale il 5 marzo 2016).
16. ↑   Rosa 2016-2017, su aclegnano.com. URL consultato il 4 giugno 2017 (archiviato dall'url originale il 21 dicembre 2016).
17. ↑   Il Legnano torna a correre, su prealpina.it. URL consultato il 21 luglio 2016.
18. ↑   Calciomercato - Legnano 2016-2017, su tuttocampo.it.
19. ↑   Nuovi tesserati, su aclegnano.com. URL consultato il 4 giugno 2017 (archiviato dall'url originale il 2 febbraio 2017).
20. ↑   In arrivo due argentini per cercare la salvezza, su statistichelilla.it. URL consultato il 27 marzo 2017 (archiviato dall'url originale il 28 marzo 2017).
21. ↑   Statistiche lilla - Home page, su statistichelilla.it. URL consultato il 7 maggio 2017 (archiviato dall'url originale il 21 dicembre 2010).
22. ↑   Organigramma Settore Giovanile, su aclegnano.com. URL consultato il 4 giugno 2017 (archiviato dall'url originale il 21 dicembre 2016).
23. ↑   Legnano - Juniores - Nazionali - Girone B, su tuttocampo.it. URL consultato il 2 giugno 2017.
24. ↑   Legnano - Allievi - Fascia A Legnano - Girone C, su tuttocampo.it. URL consultato il 2 giugno 2017.
25. ↑   Legnano - Giovanissimi - Fascia B Legnano - Girone E, su tuttocampo.it. URL consultato il 2 giugno 2017.
26. ↑   Legnano - Esordienti - FIGC Legnano - Girone 7, su tuttocampo.it. URL consultato il 2 giugno 2017.
27. ↑   Legnano - Pulcini - FIGC Legnano - Girone 23, su tuttocampo.it. URL consultato il 2 giugno 2017.